# Амедей, Магали
Магали Амадэй (фр. Magali Amadei, род. 30 ноября 1974, Ницца) — французская модель, живущая в Нью-Йорке. В 1990-е годы она была популярна тем, что часто попадала на обложки Vogue, Elle, Marie Claire, а также на некоторых других популярных мировых журналов. Она часто попадала на телеэкраны национального телевидения. Она давала интервью и участвовала в выставках модной индустрии. Амэдей была замечена в 16 лет, когда она училась в оперном доме в Ницце. Её часто сравнивали с юной Софи Лорен. Амэдей играла эпизодическую роль в фильме 1997 года «Кровавая тропа», снятый Барри Табом. С тех пор она продолжала играть роли второго плана в телепередачах и фильмах. До семи лет Амэдей страдала нервной булимией.
Написала книгу о восприятии беременных женщин обществом.

## Фильмография
| Год  |    | Русское название        | Оригинальное название       | Роль                |
| ---- | -- | ----------------------- | --------------------------- | ------------------- |
| 1992 | тф | Ад                      | Inferno                     | Эллен фон Унверт    |
| 1997 | ф  | Кровавый след           | Blood Trail                 | Наоми               |
| 2001 | с  | Разум женатого мужчины  | The Mind of the Married Man | девушка             |
| 2001 | ф  | Свадебный переполох     | The Wedding Planner         | Вэнди               |
| 2003 | с  | Клан                    | Kingpin                     | девушка             |
| 2004 | ф  | Тайны прошлого          | House of D                  | Корали Уоршоу       |
| 2004 | ф  | Нью-Йоркское такси      | Taxi                        | четвёртый грабитель |
| 2005 | ф  | Узнай врага             | Sleeper Cell                | Жара Омонт          |
| 2006 | ф  | Мальчишник              | The Groomsmen               | Таня                |
| 2016 | ф  | Кевин Харт: Что теперь? | Kevin Hart: What Now?       | игрок в покер       |